# Saut en hauteur féminin aux championnats du monde d'athlétisme 2022
Pour des articles plus généraux, voir Championnats du monde d'athlétisme 2022 et Saut en hauteur aux championnats du monde d'athlétisme.
Navigation
Doha 2019 Budapest 2023
L'épreuve du saut en hauteur féminin des championnats du monde de 2022 se déroule les 16 et 19 juillet 2022 au sein du stade Hayward Field à Eugene, aux États-Unis.

## Mimimas de qualification
Le minima de qualification est fixé à 1,96 m, la période de qualification est comprise entre le 27 juin 2021 et le 26 juin 2022.

## Résultats

### Finale
| Rang               | Athlète               | Pays        | 1.84 | 1.89 | 1.93 | 1.96 | 1.98 | 2.00 | 2.02 | 2.04 | Marque | Notes     |
| ------------------ | --------------------- | ----------- | ---- | ---- | ---- | ---- | ---- | ---- | ---- | ---- | ------ | --------- |
| Médaille d'or      | Eleanor Patterson     | Australie   | o    | o    | o    | o    | xxo  | xo   | o    | xxx  | 2.02   | AR        |
| Médaille d'argent  | Yaroslava Mahuchikh   | Ukraine     | –    | o    | o    | o    | o    | xo   | xo   | xxx  | 2.02   |           |
| Médaille de bronze | Elena Vallortigara    | Italie      | o    | o    | o    | o    | o    | o    | xxx  |      | 2.00   | SB        |
| 4                  | Iryna Gerashchenko    | Ukraine     | o    | o    | o    | xo   | o    | xo   | xxx  |      | 2.00   | PB        |
| 5                  | Safina Sadullayeva    | Ouzbékistan | –    | o    | o    | o    | x-   | xx   |      |      | 1.96   | PB        |
| 5                  | Nicola Olyslagers     | Australie   | o    | o    | o    | o    | xxx  |      |      |      | 1.96   | SB        |
| 7                  | Karmen Bruus          | Estonie     | o    | xo   | xo   | xo   | xxx  |      |      |      | 1.96   | NR, WU18B |
| 8                  | Nadezhda Dubovitskaya | Kazakhstan  | o    | xxo  | xxo  | xo   | xxx  |      |      |      | 1.96   |           |
| 9                  | Lamara Distin         | Jamaïque    | o    | o    | o    | xxx  |      |      |      |      | 1.93   |           |
| 10                 | Daniela Stanciu       | Roumanie    | xo   | o    | xxo  | xxx  |      |      |      |      | 1.93   | SB        |
| 11                 | Kimberly Williamson   | Jamaïque    | o    | o    | xxx  |      |      |      |      |      | 1.89   |           |
| 12                 | Lia Apostolovski      | Slovénie    | o    | xo   | xxx  |      |      |      |      |      | 1.89   |           |

### Qualifications
Qualification: 1,95 m (Q) ou les 12 meilleures sauteuses (q) se qualifient pour la finale.
| Rang | Groupe | Athlète                    | Pays        | 1.75 | 1.81 | 1.86 | 1.90 | 1.93 | 1.95 | Marque | Notes |
| ---- | ------ | -------------------------- | ----------- | ---- | ---- | ---- | ---- | ---- | ---- | ------ | ----- |
| 1    | A      | Eleanor Patterson          | Australie   | –    | o    | o    | o    | o    |      | 1.93   |       |
| 1    | A      | Elena Vallortigara         | Italie      | –    | o    | o    | o    | o    |      | 1.93   |       |
| 1    | A      | Iryna Gerashchenko         | Ukraine     | –    | o    | o    | o    | o    |      | 1.93   |       |
| 1    | A      | Safina Sadullayeva         | Ouzbékistan | –    | –    | o    | o    | o    |      | 1.93   | SB    |
| 1    | B      | Yaroslava Mahuchikh        | Ukraine     | –    | –    | o    | o    | o    |      | 1.93   |       |
| 6    | B      | Daniela Stanciu            | Roumanie    | o    | o    | o    | o    | xo   |      | 1.93   | SB    |
| 6    | B      | Karmen Bruus               | Estonie     | o    | o    | o    | o    | xo   |      | 1.93   | PB    |
| 8    | B      | Nadezhda Dubovitskaya      | Kazakhstan  | –    | o    | xo   | xo   | xo   |      | 1.93   |       |
| 9    | B      | Nicola Olyslagers          | Australie   | –    | –    | o    | xo   | xxo  |      | 1.93   |       |
| 10   | A      | Lamara Distin              | Jamaïque    | –    | o    | o    | o    | xxx  |      | 1.90   |       |
| 10   | B      | Kimberly Williamson        | Jamaïque    | o    | o    | o    | o    | xxx  |      | 1.90   |       |
| 10   | B      | Lia Apostolovski           | Slovénie    | o    | o    | o    | o    | xxx  |      | 1.90   |       |
| 13   | B      | Tatiána Goúsin             | Grèce       | –    | xo   | xo   | o    | xxx  |      | 1.90   | SB    |
| 14   | B      | Marija Vuković             | Monténégro  | –    | o    | o    | xo   | xxx  |      | 1.90   |       |
| 15   | A      | Maja Nilsson               | Suède       | o    | o    | o    | xxo  | xxx  |      | 1.90   |       |
| 15   | A      | Yuliya Levchenko           | Ukraine     | –    | o    | o    | xxo  | xxx  |      | 1.90   |       |
| 17   | A      | Rachel McCoy               | États-Unis  | o    | xo   | xo   | xxo  | xxx  |      | 1.90   | SB    |
| 18   | B      | Ella Junnila               | Finlande    | –    | o    | o    | xxx  |      |      | 1.86   |       |
| 18   | B      | Vashti Cunningham          | États-Unis  | –    | –    | o    | xxx  |      |      | 1.86   |       |
| 20   | A      | Kristina Ovchinnikova      | Kazakhstan  | xo   | o    | o    | xxx  |      |      | 1.86   |       |
| 21   | A      | Marie-Laurence Jungfleisch | Allemagne   | o    | o    | xo   | xxx  |      |      | 1.86   | SB    |
| 21   | A      | Sini Lällä                 | Finlande    | o    | o    | xo   | xxx  |      |      | 1.86   |       |
| 21   | A      | Urtė Baikštytė             | Lituanie    | o    | o    | xo   | xxx  |      |      | 1.86   |       |
| 21   | B      | Heta Tuuri                 | Finlande    | o    | o    | xo   | xxx  |      |      | 1.86   |       |
| 25   | B      | Emily Borthwick            | Royaume-Uni | o    | xo   | xxx  |      |      |      | 1.81   |       |
| 25   | B      | Rachel Glenn               | États-Unis  | –    | xo   | xxx  |      |      |      | 1.81   |       |
| 27   | A      | Laura Zialor               | Royaume-Uni | xo   | xo   | xxx  |      |      |      | 1.81   |       |
| 28   | A      | Lu Jiawen                  | Chine       | o    | xxx  |      |      |      |      | 1.75   |       |
| 28   | B      | Jennifer Rodriguez         | Colombie    | o    | xxx  |      |      |      |      | 1.75   |       |
|      | A      | Morgan Lake                | Royaume-Uni |      |      |      |      |      |      |        | DNS   |

## Légende
Records et Performances
- AR : Record continental (area record)
- CR : Record des championnats (championship record)
- MR : Record du meeting (meet record)
- NR : Record national (national record)
- OR : Record olympique (olympic record)
- PR : Record paralympique (paralympic record)
- PB : Record personnel (personal best)
- SB : Meilleure performance personnelle de la saison (season's best)
- WL : Meilleure performance mondiale de l'année (world leader)
- WJR : Record du monde junior (world junior record)
- WR : Record du monde (world record)

Circonstances et Conditions
- DNF : N'a pas terminé (did not finish)
- DNS : N'a pas pris le départ (did not start)
- DQ : Disqualification (disqualification)
- NM : Aucun essai valable enregistré (No Mark)
- Q : Qualifié « directement » au prochain tour (ou à la prochaine compétition), lors d'une compétition majeure, grâce au classement ou à la réalisation des minima (automatic qualifier)
- q : Qualifié au prochain tour (ou à la prochaine compétition), lors d'une compétition majeure, grâce au repêchage ou à la réalisation de l'une des meilleures performances parmi celles des « non qualifiés directement » (grâce au meilleur temps ou à la meilleure distance par exemple) (secondary qualifier)